# Левиков, Антон Николаевич
Антон Николаевич Левиков (1874 — ?) — русский офицер, герой Первой мировой войны, участник Белого движения.

## Биография
Окончил Полоцкий кадетский корпус (1891) и 2-е военное Константиновское училище (1893), откуда выпущен был подпоручиком в 27-ю артиллерийскую бригаду. Произведен в поручики 13 июля 1897 года, в штабс-капитаны — 27 июля 1899 года.
В 1900 году окончил Николаевскую академию Генерального штаба, однако продолжил службу в артиллерии. Участвовал в китайской кампании 1900—1901 годов и русско-японской войне. 7 августа 1904 года переведен в 71-ю парковую артиллерийскую бригаду. За боевые отличия был награждён двумя орденами. Произведен в капитаны 8 апреля 1905 года.
2 июня 1906 года переведен обратно в 27-ю артиллерийскую бригаду. 16 апреля 1908 года переведен во 2-й Восточно-Сибирский горный артиллерийский дивизион. 25 апреля 1911 года назначен командующим 8-й батареей 2-й Сибирской стрелковой артиллерийской бригады, а 31 августа произведен в подполковники с утверждением в должности.
В Первую мировую войну вступил со 2-й Сибирской стрелковой артиллерийской бригадой. Удостоен ордена Св. Георгия 4-й степени
За то, что в бою 6-го ноября 1914 года у д. Ессена-Яновице, заняв с своей батареей позицию, вступил в состязание с тремя батареями неприятеля и заставил замолчать две батареи временно, так как разбежалась вся прислуга, а третью совершенно; по ослаблении огня неприятельской артиллерии, перенес свой огонь на наступающую пехоту и заставил ее повернуть и бежать в лес; своими действиями много способствовал успешности боя нашей пехоты и взятию ею двух тяжелых германских орудий.
24 января 1915 года назначен командиром 2-й батареи 2-го Сибирского горного артиллерийского дивизиона. Произведен в полковники 2 июня 1916 года на основании Георгиевского статута. 5 сентября 1916 года назначен командиром 5-го Финляндского отдельного стрелкового артиллерийского дивизиона, а 19 ноября — командиром 7-го Кавказского отдельного горного артиллерийского дивизиона.
В Гражданскую войну участвовал в Белом движении в составе Вооруженных сил Юга России и Русской армии. С 26 февраля 1919 года был назначен инструктором Учебно-подготовительной артиллерийской школы. Эвакуировался из Крыма в Катарро на корабле «Истерн-Виктор».
В эмиграции в Югославии. Состоял членом Общества офицеров-артиллеристов. Был женат.

## Награды
- Орден Святой Анны 4-й ст. с надписью «за храбрость» (ВП 14.04.1905)
- Орден Святой Анны 3-й ст. с мечами и бантом (ВП 5.03.1906)
- Орден Святого Станислава 2-й ст. (ВП 13.03.1911)
- Орден Святого Георгия 4-й ст. (ВП 20.05.1915)
- Орден Святой Анны 2-й ст. с мечами (ВП 15.11.1916)